# Scaphoideus galachrous
Scaphoideus galachrous är en insektsart som beskrevs av Cai och He. Scaphoideus galachrous ingår i släktet Scaphoideus och familjen dvärgstritar. Inga underarter finns listade i Catalogue of Life.